# بیمارستان شهیدزاده بهبهان
بیمارستان دکتر شهیدزاده واقع در استان خوزستان، شهرستان بهبهان بیمارستانی است آموزشی  درمانی و تخصصی وابسته به دانشکده علوم پزشکی و خدمات بهداشتی درمانی بهبهان با ۲۱۰ تخت ثابت که در سال ۱۳۴۷ خورشیدی با ۲۵ تخت تأسیس گردید.
همچنین این بیمارستان دارای بخش‌های اتاق عمل، تالاسمی، دیالیز، اورژانس، POST CCU، قلب، ICU جنرال، روان‌پزشکی، اطفال، CCU، ارتوپدی، ارولوژی، جراحی مغز و اعصاب، چشم، ENT، داخلی، جراحی عمومی، داخلی، اعصاب (نورولوژی) و کلیه واحدهای کلینیک، پاراکلینیک و درمانگاهی می‌باشد.
شهرستان بهبهان در حوزه درمان سطح فوق العاده بالایی دارد و بعد از مرکز استان، بدون شک و با اختلاف رتبه دوم را نسبت به بقیه شهرهای استان داراست و از لحاظ نسبت تعداد بیمارستان به جمعیت، جزو پنج شهر برتر ایران است.